# Edon Maxhuni
Edon Maxhuni (* 21. Mai 1998 in Hyvinkää) ist ein finnischer Basketballspieler.

## Werdegang
Maxhunis Eltern stammen aus dem Kosovo und kamen 1992 nach Finnland. Sein Vater Besim Maxhuni war Leistungsbasketballspieler und wurde dann Trainer.
Edon Maxhuni wurde an der Nachwuchsakademie des finnischen Basketballverbands ausgebildet, die er 2017 verließ, um im US-Bundesstaat Kalifornien an der Long Beach State University zu studieren und Basketball zu spielen. Bis 2019 bestritt der Aufbauspieler insgesamt 67 Einsätze für die Hochschulmannschaft, in denen er im Schnitt 6,7 Punkte erzielte. In der Saison 2019/20 stand der Finne beim spanischen Drittligisten CB Gran Canaria Claret SAD unter Vertrag, trug in 24 Ligaspielen die Farben der Mannschaft und brachte es auf 13,3 Punkte je Begegnung.
Nach einer Spielzeit bei KK Pärnu, mit dem er estnischer Vizemeister wurde, spielte Maxhuni bei den New Heroes Den Bosch und gewann 2022 als bester Korbschütze der Mannschaft die niederländische Meisterschaft. Im September 2022 nahm Maxhuni ein Angebot des deutschen Bundesligisten Crailsheim Merlins an.
Im Oktober 2023 wurde er vom französischen Erstligisten ESSM Le Portel verpflichtet. Für die Mannschaft erzielte er im Laufe der Saison 2023/24 im Durchschnitt 10,8 Punkte und bereitete statistisch 3,8 Korberfolge seiner Nebenleute vor. Im Sommer 2024 wechselte er innerhalb Frankreichs zu SIG Straßburg. Ende Januar 2025 verließ Maxhuni Straßburg, um ein Angebot des italienischen Erstligisten Scafati Basket anzunehmen. Im April 2025 wechselte er abermals den Verein, der türkische Erstligist Pinar Karşıyaka Izmir wurde Maxhunis dritter Arbeitgeber in der Saison 2024/25.
Im August 2025 gab der französischen Erstligist BCM Gravelines seine Verpflichtung bekannt.

### Nationalmannschaft
Maxhuni, der auch das Angebot bekam, für den kosovarischen Basketballverband zu spielen, dieses aber ablehnte, war finnischer Jugendnationalspieler. Er war unter anderem Teilnehmer der U16-Europameisterschaft 2014 sowie der U18-EM-Turniere 2015 und 2016. Bei der Europameisterschaft 2022 erzielte er in sieben Turnierspielen einen Mittelwert von 8,9 Punkten je Begegnung. 2023 nahm er an der Weltmeisterschaft in Asien teil, Maxhuni erzielte im Mittel 7,2 Punkte je WM-Einsatz.